# CG-4
De CG-4 (Carretera General 4) is een hoofdweg in Andorra. De weg verbindt La Massana via de dorpjes Erts en Pal met de Spaanse grens bij de 2328 meter hoge bergpas Port de Cabús. Daarna gaat de weg over op een nummerloze bergweg naar Tor. De CG-4 is ongeveer 18 kilometer lang.

## Zijtakken
De volgende CS-wegen (carreteras secundarias) zijn zijtakken van de CG-4:
| Nummer | Lengte | Verloop                                 |
| ------ | ------ | --------------------------------------- |
| CS-410 | 2,5 km | omgenummerd naar CG-5                   |
| CS-413 | 4,5 km | Arinsal (CG-5) - Comapedrosa            |
| CS-420 | 2 km   | CG-4 - wintersportgebied Pal (Vallnord) |
| CS-430 | 1,5 km | La Massana (CG-4) - Collet des Colls    |

CG-1 · CG-2 · CG-3 · CG-4 · CG-5 · CG-6